# Trận Sŏnghwan
Trận Sŏnghwan (tiếng Nhật: 成歓作戦) (Thành Hoan tác chiến) là trận đánh trên đất liền đầu tiên trong Chiến tranh Trung-Nhật lần thứ nhất. Nó diễn ra vào ngày 29 tháng 7 1894 tại Seonghwan, ở bên ngoài Asan, Chungcheongnam-do thuộc Triều Tiên giữa quân đội Đế quốc Nhật Bản và quân đội nhà Thanh Trung Quốc. Nó đôi khi được gọi là trận Asan (Japanese: 牙山作戦) (Nha Sơn tác chiến).

## Trận đánh
Để thực hiện nhiệm vụ của triều đình Triều Tiên mới đánh đuổi Lục quân Bắc Dương Trung Quốc khỏi lãn thổ Triều Tiên bằng vũ lực, một chi đội thuộc Tập đoàn quân số 1 Nhật Bản gồm 4.000 lính dưới sự chỉ huy của Thiếu tướng Oshima Yoshimasa hành quân về phía Nam từ Hán Thành tới thành phố cảng quan trọng Asan.
Quân đội Trung Quốc đóng tại Asan có số lượng khoảng 3.500 người. Quân tiếp viện, đã bị đánh bại trong trận hải chiến Pungdo vào ngày 25 tháng 7 1894.
Hai quân đội gặp nhau ở ngay ngoài Asan trong một cuộc chạm trán ác liệt kéo dài từ 3 giờ chiều ngày 28 tháng 7 đến 7:30 sáng ngày 29 tháng 7 1894. Quân Trung Quốc dần mất trận địa vì số lượng áp đảo của quân Nhật và cuối cùng vỡ trận và tháo chạy đến Bình Nhưỡng.
Thương vong của Trung quốc có 500 bị chết và bị thương so với 82 của phía Nhật.

## Sau trận đánh
Quân đội Nhật Bản chiến thắng trở về Seoul ngày 5 tháng 8 1894. Sau trận đánh, hai nước Nhật Bản và Trung Quốc chính thức tuyên chiến với nhau.